# Littré Quiroga
Littré Abraham Quiroga Carvajal (ca. 1940-Santiago, 15 de septiembre de 1973) fue un abogado, y político chileno militante del Partido Comunista de Chile, que se desempeñó como director general del Servicio de Prisiones durante el gobierno del presidente Salvador Allende Gossens. 
Debido al golpe militar del 11 de septiembre de 1973, Littré Quiroga quien era director general del Servicio de Prisiones, suspendió una licencia médica domiciliaria para ir a su oficina de la Dirección General de Prisiones. Luego de enviar a la mayoría de los funcionarios a sus hogares, se comunicó con altas autoridades militares para que se determinase su situación y la de su servicio. La noche de ese día se entregó sin resistencia a funcionarios de Carabineros, siendo enviado al Regimiento Blindado N.º 2.
El 13 de septiembre fue enviado junto con otros detenidos al Estadio Chile, lugar habilitado como centro de detención, en el que  sufrió de diversas torturas y vejaciones por parte de los militares que lo custodiaban. Allí permaneció hasta el 15 de septiembre de 1973.
Littré Quiroga murió debido a lo menos veintitrés impactos de bala de Calibre 38.
Su cuerpo fue encontrado la madrugada del 16 de septiembre de 1973, junto con otros cinco cadáveres entre ellos el de Víctor Jara, en la Población Santa Olga cerca del Cementerio Metropolitano.

## Homenajes
En su honor, el tramo de la calle Rosas, ubicado entre Morandé y Teatinos, fue renombrado con su nombre.